# 陽明山管理局
陽明山管理局（ようめいさんかんりきょく）は、かつて中華民国台湾省に存在した行政区画。1950年（民国39年）以前は草山管理局（そうざんかんりきょく）と称した。管轄区域は現在の台北市北投区と士林区に相当する。
台湾省政府から委託された業務を処理し、管轄区域内における地方自治を監督した。管轄区域内の建設事業の費用は台湾省政府が負担していた。1974年（民国63年）に行政機関としての機能が廃止されて以降は、陽明山の景観保持・管理のみを担当した。

## 沿革
1949年（民国38年）6月、国共内戦で劣勢にあった中国国民党総裁の蔣介石は、台湾省台北県の草山に移り住んだ。7月14日、台湾省政府は要人の安全を守るために草山管理局の設置準備を開始し、台湾省立台北商業学校（現：国立台北商業大学）を間借りして籌備処が設置された。8月10日、籌備処は草山衆楽園（現：台北市教師研習中心）に移転した。8月26日、台湾省政府は台北県に属していた士林鎮と北投鎮を分離させ、県級行政区画である草山管理局を設置し、施季言を初代局長に任命した。11月12日、草山管理局は逸園に移転した。
1950年（民国39年）3月31日、台湾省政府委員会は草山を陽明山に改称することを承認した。4月26日に草山管理局が陽明山管理局に改称された。
1967年（民国56年）7月1日、台北市は台湾省から独立して院轄市（現：直轄市）に昇格した。
1968年（民国57年）7月1日、士林鎮と北投鎮が台北市に編入されてそれぞれ士林区と北投区になった。陽明山管理局は台北市政府の下部機関となり、市と区の中間の行政機関として2区を管轄した。
1974年（民国63年）1月1日、台北市政府は陽明山管理局の行政機関としての機能を廃止し、景観の維持・管理のみを担当する機関とした。これによって士林区と北投区は台北市政府の直接管轄下に入った。
1977年（民国66年）1月1日、陽明山管理局は陽明山管理処に降格し、台北市政府民政局の下部機関となった。
1980年（民国69年）1月、陽明山管理処は陽明山公園管理所に降格し、業務は台北市政府工務局公園路燈工程管理処に移管された。

## 組織

### 設立当初
台湾省政府が任命する局長1人と、事務を担当する主任秘書1人が設置された。局長および下部組織の首長は台北県議会に出席し、施政の報告を行った。
下部組織
- 総務科
- 行政科
- 工務科
- 警務科
- 主計室
- 人事室
- 衛生事務所

### 行政機能廃止時
行政院が任命する局長1人と、事務を担当する主任秘書1人が設置された。局長および各部門の首長は台北市議会に出席し、施政の報告を行った。
下部組織
- 秘書室
- 民政処
- 建設処
- 財政科
- 教育科
- 兵役科
- 農林科
- 地政科
- 総務科
- 安全室
- 研究発展室
- 主計室
- 人事室
- 警察総所 - 士林警察所、北投警察所（現：台北市政府警察局（中国語版）士林分局、北投分局）
- 衛生院 - 局立陽明病院（現：台北市立連合病院（中国語版）陽明院区）
- 税捐稽征処
- 民防指揮部
- 地政事務所（現：台北市士林地政事務所）
- 公園管理処
- 家畜疾病防治所
- 垃圾堆肥処理場
- 養護工程隊
- 自来水廠（現：台北自来水事業処（中国語版）陽明分処）
- 局立図書館（現：台北市立図書館（中国語版）北投分館）
- 公墓火葬管理所
- 陽明養老院（現：台北市立浩然敬老院（中国語版））

## 歴代局長
| 代                 | 氏名             | 写真             | 所属政党         | 就任             | 退任             |                  |
| 台湾省草山管理局   | 台湾省草山管理局 | 台湾省草山管理局 | 台湾省草山管理局 | 台湾省草山管理局 | 台湾省草山管理局 | 台湾省草山管理局 |
| ------------------ | ---------------- | ---------------- | ---------------- | ---------------- | ---------------- | ---------------- |
| 1                  | 施季言           |                  | 中国国民党       | 1949年7月4日     | 1950年4月25日    |                  |
| 台湾省陽明山管理局 |                  |                  |                  |                  |                  |                  |
| 1                  | 施季言           |                  | 中国国民党       | 1950年4月26日    | 1952年7月31日    |                  |
| 2                  | 陳保泰           |                  | 中国国民党       | 1952年8月4日     | 1955年7月        |                  |
| 3                  | 周象賢           |                  | 中国国民党       | 1955年7月6日     | 不明             |                  |
| 4                  | 郭大同           |                  | 中国国民党       | 1961年3月        | 1963年11月30日   |                  |
| 5                  | 潘其武           |                  | 中国国民党       | 1963年12月1日    | 1968年6月30日    |                  |
| 台北市陽明山管理局 |                  |                  |                  |                  |                  |                  |
| 1                  | 潘其武           |                  | 中国国民党       | 1968年7月1日     | 1972年1月31日    |                  |
| 2                  | 金仲原           |                  | 中国国民党       | 1972年2月        | 1976年12月31日   |                  |